# La Radiolina
La Radiolina е петият соло албум на Ману Чао. Излиза на пазара на 4 септември 2007 година. Първият сингъл от албума – Rainin' in Paradize се появява преди това свободно в интернет. Клипът към него е режисиран от сръбския режисьор Емир Кустурица. Radiolina означава малко радио на италиански.

## Песни
1. "13 Días"
2. Tristeza Maleza
3. Politik Kills
4. Rainin In Paradize
5. Besoin de la Lune
6. El Kitapena
7. Me Llaman Calle
8. A Cosa
9. "The Bleedin Clown
10. "Mundorévès"
11. El Hoyo
12. "La Vida Tómbola"
13. Mala Fama
14. Panik Panik
15. Otro Mundo
16. Piccola Radiolina
17. Y Ahora Que?
18. Mama Cuchara
19. Siberia
20. "Soñe Otro Mundo"
21. Amalucada Vida